# Fælles basis
Fælles basis, eller jordet basis er navnet på et forstærkertrin baseret på en bipolar transistor. Navnet skyldes at transistorens basis, for så vidt angår vekselspændinger (signaler) står i forbindelse med den ene "side" af såvel signalkilden på forstærkertrinnets indgang som den belastning trinnet driver gennem sin udgang. Denne type forstærkertrin bruges relativt sjældent, idet det har en usædvanlig lav indgangsimpedans. Til undtagelsrerne hører VHF- og UHF-forstærkere, hvor det faktum at udgangssignalet kun passerer en enkelt PN-overgang er en afgørende fordel.
Ud over den lille indgangsimpedans kendetegnes fælles basis-forstærkertrinnet af en stor spændingsforstærkning (over 100 gange eller 40 dB) samt en middelstor udgangsimpedans, i praksis af størrelsesordenen 500 ohm til 10 kiloohm.

## Sådan virker fælles basis-trinnet
Til højre ses diagrammet for et fælles basis-trin: Transistorens basis er tilsluttet en spændingsdeler bestående af modstandene {\displaystyle R_{1}} og {\displaystyle R_{2}}, som sørger for at basis har en spænding der er så tilpas meget højere end spændingen på emitter, at der gennem transistorens kollektor og emitter går en vis strøm, kaldet hovedstrømmen, for småsignal-transistorer typisk 1-10 milli-ampere. Denne strøm er afpasset, så der over emittermodstanden {\displaystyle R_{4}} er et spændingsfald på mellem en tiendedel og en sjettedel af den samlede forsyningsspænding {\displaystyle U_{CC}}, mens transistorens kollektor-emitter-strækning og kollektormodstanden {\displaystyle R_{3}} "deles om resten".
Midtpunktet i spændingsdeleren {\displaystyle R_{1}} og {\displaystyle R_{2}} er stabiliseret ved hjælp af kondensatoren {\displaystyle C_{2}}, således at de små variationer i strømforbruget ind igennem transistorens basis der vil forekomme når trinnet behandler signaler, ikke kan "forrykke" spændingen på transistorens basis.
Det signal der skal forstærkes (er symboliseret ved diagramsymbolet for en tonegenerator), føres ind på transistorens emitter via indgangskondensatoren {\displaystyle C_{1}}: Dette medfører nogle små variationer i spændingsforskellen mellem basis og emitter, og da denne spænding er afgørende for hvor stor en strøm transistoren "lader passere", vil signalet ytre sig som variationer i hovedstrømmen, og dermed i spændingsfaldet over kollektormodstanden {\displaystyle R_{3}}, hvorfra udgangssignalet tages ud gennem udgangskondensatoren {\displaystyle C_{3}}.

## Egenskaber
Betragter man diagrammet i en "øjeblikssituation" hvor indgangsspændingen, og dermed også spændingen på emitteren, stiger, så vil spændingsforskellen mellem basis og emitter, og med den hovedstrømmen {\displaystyle I_{E}} , falde. Derved falder også spændingsfaldet over kollektormodstanden {\displaystyle R_{3}}, og da dennes øverste ende er koblet til et sted med konstant jævnspænding, vil udgangssignalet stige som følge af det stigende indgangssignal: Ind- og udgangssignal "følges" så at sige ad, blot med den forskel at udsvinget på udgangen er meget større end udsvinget i indgangssignalet.
I de følgende formler repræsenterer symbolet {\displaystyle \|} beregningen for parallelkobling af modstande/impedanser.

### Indgangsimpedans
Indgangsimpedansen {\displaystyle Z_{ind}} bestemmes primært af emitterens indre modstand {\displaystyle r_{E}}, idet {\displaystyle Z_{ind}=R_{4}\|r_{E}}, hvor {\displaystyle r_{E}={\frac {\mathrm {25mV} }{I_{E}}}}.

### Udgangsimpedans
Udgangsimpedansen {\displaystyle Z_{ud}} er givet ved {\displaystyle Z_{ud}=R_{3}\|{\frac {1}{H_{OE}}}}, hvor {\displaystyle H_{OE}} er transistorens udgangsimpedans på kollektoren i forhold til emitteren.

### Forstærkning
Spændingsforstærkningen {\displaystyle A_{u}} afhænger af den belastning {\displaystyle R_{L}} som trinnet skal drive, idet {\displaystyle A_{u}={\frac {R_{3}\|{\frac {1}{H_{OE}}}\|R_{L}}{R_{4}}}}

### Nedre grænsefrekvens
Skillekondensatorerne i ind- og udgang har den bivirkning at de sætte en nedre grænse for frekvenserne i de signaler trinnet kan bearbejde. Disse kondensatorer virker i samspil med ind- og udgangsimpedanserne samt den signalkilde hhv. belastning der tilsluttes, som et højpasled. Derfor skal disse kondensatorer have så tilpas store værdier, at denne nedre grænsefrekvens ikke får nogen praktisk betydning for anvendelsen af forstærkertrinnet; dette er især kritisk for trinnets indgang, da dets indgangsimpedans er temmelig lille.